# The Gossip
The Gossip là đĩa mở rộng đầu tay của nhóm nhạc rock Mĩ Gossip, đĩa được phát hành vào năm 1999 bởi hãng K Records. Đây là sản phẩm âm nhạc đầu tiên và đồng thời cuối cùng của nhóm kết hợp với công ty K Records. Hiện nay, album vẫn được bày bán trên chơ nhạc điện tử iTunes.

## Danh sách ca khúc
1. "Red Hott" (Màu đỏ nóng bỏng)
2. "On the Prowl" (Đi dạo)
3. "Jailbreak" (Thoát tù)
4. "Dressed in Black" (Bộ đồ đen)

## Ê-kíp
- Beth Ditto – Giọng chính
- Brace Paine – Guitar, Bass
- Kathy Mendonça – Trống